# Teatro Serapion de Viena
El Teatro Serapion de Viena es un grupo de teatro austríaco que radica en Viena.

## Historia
El teatro Serapions Ensemble fue creado en 1973 por Erwin Piplits y Ulrike Kaufmann como un teatro ambulante. En 1977 Ulrike Kaufmann y Erwin Piplits decidieron alquilar la sala de cine “Vindobona” en la plaza vienesa de Wallensteinplatz y la convirtieron en un pequeño teatro. Allí permanecieron desde 1977 hasta 1988, desde donde organizaban numerosas giras internacionales que elevaron la fama de este grupo teatral.
En el año 1987 el grupo Serapion se decidió a alquilar y restaurar la majestuosa sala de lo que había sido la Bolsa de Productos Agrícolas que hasta ese momento permanecía como ruina de la guerra y  estaba en desuso. El edificio de la Bolsa de Productos agrícolas fue construido por el arquitecto Karl König. El grupo teatral Serapion adaptó la sala con sus propios medios y la nombró “Teatro Odeon de Viena”. Con el paso del tiempo el Teatro Odeon se ha convertido en un importante lugar de producciones.
Desde que el Teatro Serapion recesó las giras, el grupo se fue haciendo cada vez más internacional. Hoy en día se compone de once miembros: una austríaca, cinco cubanos, un brasileño, una coreana, una colombiana, una portuguesa y un argentino. El grupo forma parte del protagonismo de las creaciones. Este teatro se caracteriza por tener un estilo poético y elevado. El encanto de este teatro se basa en la combinación de imágenes, música, danza, actuación y artes plásticas. Acompaña los acontecimientos del escenario sobre todo con medios líricos visuales y con el poder de las palabras.
El nombre del grupo proviene del principio que desarrolló E.T.A Hoffman, para fusionar las extremas contradicciones de un conjunto. En la conversión artística se refiere a la transformación de lo interior hacia lo exterior y la transmisión de lo espiritual en lo real.
Este teatro se caracteriza por transmitir el enigmático encanto teatral a través de imágenes ópticas y  de la ejecución plástica de su grupo.
El Emblema del Teatro Serapion se remite a la filosofía de trabajo que persigue este grupo. Su director Erwin Piplits lo define de esta manera: “De la forma de vivir y de la configuración del trabajo se deriva el hermético y relativo círculo del Teatro Serapion. No se mezcla con los otros estilos de escenas teatrales ni persigue tampoco ninguna moda, sino que crece gradualmente en el vientre de una sala subterránea.  Ese estado conlleva a una marca de expresión como símbolo: el dragón Ouroboros, que se devora a sí mismo, disipa el bien y el mal abarcando una nueva imagen. Un niño sentado encima de un tesoro y la frase latina. „Non nisi Parvules“  forman parte de la divisa del Emblema del grupo. Sólo para los pequeños o para los pobres, para aquellos que jamás abusarán de ese tesoro”

## Producciones
La intención del Teatro Serapion es unir el teatro musical, la danza, la actuación y las artes plásticas, y esta gama artística se puede apreciar en sus producciones.

*Producciones libres (1973–1977)
„Die Stradafüßler“ (basado en un episodio de la crónica Pinkafelder de  Joseph Michael Weinhofer) / „Der grasgrüne Steinfresser“ (de Barbara Frischmuth) / „Zirkus der Dinge“ / „Karius und Baktus“ / „Der heisere Drache“ (de Benny Andersen) / „Vineta“ (de Jura Soyfer) / „Nonsens, o Der Hut macht den Mann“ (con poemas de Ernst Jandl y otros.)
*Teatro en la Wallensteinplatz (Vindobona)
1978 „In Seinem Garten liebt Perlimplim Belisa“ (de Federico Garcia Lorca) / 1978 „Die Verwandlungen Des Herrn Jakob“ / 1979 „Das Martyrium Des Piotr O’hey“ (de Slawomir Mrozek) / 1979 „Man And Artefakt“ (con Dieter Kaufmann) / 1979 „Bal Macabre“ (en Meyrink’s Manier, y otros con Karl Ferdinand Kratzl) / 1980 „Der Gaulschreck im Rosennetz“ (basado en  Fritz von Herzmanovsky-Orlando, con Helmut Qualtinger) / 1980 „Verwunschen“ (con André Heller) / 1981 „Succubus – Tolldreiste Szenen“ (con música de René Clemencic) / 1982 „Double & Paradise“ (con Karl Markovics) / 1983 „Heil’ge Hochzeit“ (basado en el „Der Ring des Nibelungen de Richard Wagners“) / 1984 „Patt“ / 1986 „Anima“ (Lugar de representación: Donau (Río del Danubio), am Dammhaufen) / 1986 „A Bao A Qu“
* Teatro Odeon
1988 „Axolotl Visionarr“ / 1989 „Pan Hoffmann“ / 1989 „Heil´ge Hochzeit“ / 1990 „Kispotlatsch“ / 1990 „Karacho“ / 1991 „Nu“ / 1992 „Kommt und seht … Guernica“ (Remise, Wiener Festwochen) / 1992 „(Wi Monami)“ / 1993 „Einen Schatten halte ich umarmt...“ (nach Tankred Dorst) / 1995 „17+4“ / 1996 „Seltsame Unruhe“ (Wiener Festwochen) / 1997 „Lazarus“ (Osterklang) / 1997 „Xanadu“ / 1999 „Marie Magdeleine“ (Osterklang) / 1999 „Marco Polo“ (Neue Oper Wien) / 1999 „Nemo, Nemo Loqvitvr“ / 2000 „Ni Más, Ni Menos“ / 2001 „Nunaki / 2002 „Ciao Mama“ / 2002 „Persephone“ (Osterklang) / 2004 „Serapion, mon Amour“ / 2005 „Xenos“ / 2007 „Com Di Com Com“ / 2008 „Alcione“ (con Lorenz Duftschmid y Philipp Harnoncourt) / 2009 „Follow Me - Masque of Temperaments“ (con Lorenz Duftschmid) / 2009 „School Of Night“ / 2010 „Engel Aus Feuer“ (con Philipp Harnoncourt)

## Distinciones
El Teatro Serapion ha recibido:
- Kainz-Medaille Premio de Promoción
- Kainz-Medaille  por la mejor Escenografía con la obra “Xenos”
- Nestroy-Theaterpreis Nestroy 2000 por la mejor Escenografía con la obra Nemo, Nemo Loquitur
- Nestroy 2005 por la obra Xenos,  para Max Kaufmann, Antonio Nodari, Erwin Piplits y Ulrike Kaufmann.
- Nestroy-Theaterpreis 2010 para Erwin Piplits y Ulrike Kaufmann por la obra de sus vidas.

## Literatura
- Erwin Piplits: Verwandlung und Wirklichkeit. Böhlau Verlag, 1998. (El libro del Teatro Serapion, escrito por Erwin Piplits y publicado por la editorial Böhlau).